# Psathyrella frustulenta
Psathyrella frustulenta är en svampart som först beskrevs av Elias Fries, och fick sitt nu gällande namn av A.H. Sm. 1941. Psathyrella frustulenta ingår i släktet Psathyrella och familjen Psathyrellaceae.   Inga underarter finns listade i Catalogue of Life.